# 대한민국-페루 관계
대한민국과 페루 양국은 1963년 4월 1일에 공사급 외교 관계 수립에 합의, 1964년 3월 1일에 대사급 외교 관계 수립에 재합의함으로써 외교 관계가 수립되었다. 양국은 우호적 관계를 유지하고 있다.

## 역사
1971년에 페루 수도 리마에 한국 대사관이 설치되었으며, 1980년 2월에 대한민국 수도 서울에 페루의 상주 대사관이 설치되었다. 2011년에는 한국과 페루가 자유무역 협정을 체결하였다. 2015년 박근혜 대통령이 페루를 방문한 적이 있으며, 페루에서는 알베르토 후지모리 대통령이 한국을 방문한 적이 있다.

## 협력
두 나라는 관계를 우호적으로 유지하고 있다. 2019년, 대한민국은 컨소시엄을 꾸려 페루 정부를 대신하여 친체로 국제공항의 건설·시공사 선정과 공정 관리, 공항 시운전 등 사업 진행을 총괄하는 사업총괄관리(PMO) 사업을 수주하였다.
2024년에는 현대로템이 장갑차를 페루에 수출하게 되었다.

## 같이 보기
- 주페루 대한민국 대사관
- 주한 페루 대사관